# Florian Fritsch
Florian Fritsch (1985) is een professioneel golfer uit Duitsland.

## Amateur
Fritsch was in 2004 de beste amateur van Duitsland en won dat jaar ook het Europees Kampioenschap Jeugd in Ierland. Hij studeerde van 2005 tot en met 2008 in South Carolina en speelde voor het Gamecock-team.

## Professional
Fritsch werd in 2009 professional. Als amateur ging hij in 2008 naar de Tourschool, en in 2009 als professional opnieuw. In 2009 speelde hij op de Europese Challenge Tour, waar hij in Bretagne bijna zijn eerste overwinning behaalde. Met twee slagen voorsprong begon hij bij het ALLIANZ Open Côtes d'Armor Bretagne aan de laatste ronde. Hij eindigde gelijk met Lee S James maar verloor de play-off. Mede hierdoor eindigde hij op nummer 31 van de Order of Merit.
Op de Tourschool van 2010 kwam hij via een reserveplaats op de Final Stage. Na de tweede ronde stond hij aan de leiding met -8. Hij eindigde op de 6de plaats en kreeg een spelerskaart voor 2011.
Baanrecord
- Op El Valle Golf Resort|El Valle bij Murcia maakte Fritch een ronde van 62 (-9) tijdens een toernooi van de Hi5 ProTour.

Aerophobia
Fritsch heeft een vervelend probleem, hij is namelijk bang om te vliegen. Deze vliegangst is ontstaan tijdens een vlucht van Frankfurt naar Turijn waarbij het vliegtuig in turbulentie terecht kwam. Voor dit incident vloog Fritsch regelmatig met het vliegtuig toen hij studeerde in Amerika. Ook heeft hij last van hoogtevrees. Deze angstcombinatie heeft er zelfs voor gezorgd dat hij een tijdje is gestopt met golfen. Hij rijdt dus zo veel mogelijk naar de toernooien. Voor zover die in Europa zijn, is dat niet altijd een probleem. In 2010 heeft hij toch maar zeven toernooien gespeeld, hoewel zijn categorie goed genoeg was om veel meer te spelen. Hij is niet naar de toernooien buiten Europa gegaan. In 2011 speelde hij meer toernooien, vooral in Spanje, Italië, Frankrijk en Groot-Brittannië. Florian is er tot op heden nog niet in geslaagd om zijn vliegangst de baas te worden.
In 2013 had Fritsch een mooi seizoen met vier overwinningen op de Pro Golf Tour. Hij won de Order of Merit, Christopher Mivis eindigde op de 2de plaats en Robin Kind op de 3de plaats. Zij promoveren naar de Europese Challenge Tour 2014.

### Gewonnen
EPD / Pro Golf Tour
- 2010: Heidelberg Lobenfeld Classic (-9)
- 2013: GreenEagle Classic (-3), Land Fleesensee Classic (-17), LOTOS Polish Open (-9), Preis des Hardenberg GolfResort (-5)